# Список уорэд региона Амхара
В этом списке представлены все 105 ворэд региона Амхара в Эфиопии. Данные представлены Центральным Статистическим Агентством Эфиопии  Архивная копия от 13 августа 2007 на Wayback Machine.

## А
- Ашефер
- Адди-Аркай
- Адэт
- Алефа
- Амба-Сэл
- Анголалла Терана Асагирт
- Анкеша
- Анкобер
- Анцокияна Гемза
- Артума Фурсина Джиле
- Ауабэл

## Б
- Бахр-Дар Зуриа
- Банджа
- Басо Либен
- Бати
- Бэлесса
- Бэрэхет
- Бейэда
- Бибугн
- Бугна
- Буре Уэмберма

## Г
- Гера Мидира Кея Гэбриэл
- Геше Рабел
- Гидан
- Гонча Сисо Энэсэ
- Гондар
- Гондар Зуриа
- Гуангуа
- Губа Лафто
- Гузамн

## Д
- Дабат
- Дангла
- Дайнтна Дэлант
- Джаби Тэхнан
- Джама
- Джан Амора
- Дэбарк
- Дэбай Тэлатген
- Дэбрэ-Бырхан Зуриа
- Дэбрэ-Маркос
- Дэбрэ-Сина
- Дэбрэ-Табор
- Дэга Дамот
- Дэхана
- Дэджен
- Дэмбеча
- Дэмбия
- Дэра
- Дэссе
- Дэссе Зуриа

## З
- Зикуала

## К
- Калу
- Кемекен
- Келала
- Кеуэт
- Кобо
- Комбольча
- Куара
- Куарит
- Кутабер

## Л
- Лаи Армачихо
- Лаи Бетна Тач Бет
- Лаи Гаинт
- Легамбо

## М
- Мечакел
- Мафуд Мезезо Моджана
- Мам Мидрина Лало Мидир
- Магдала
- Мекет
- Менджарна Шенкора
- Мерауи
- Метемма
- Морэтна Джиру

## С
- Санджа
- Сайинт
- Сэкела
- Сокота
- Симада
- Сийадэбрина Уайу Энсаро

## Т
- Тач Гаинт
- Тухеледэрэ
- Тэнта

## У
- Уальда
- Уэгдэ
- Уэгера
- Уэльдия
- Уэрэ Быбу
- Уэрэ Илу
- Уэремо Уаджетуна Мидарема

## Ф
- Фаггета Лекома
- Фарта
- Фогера

## Х
- Хабру
- Хагерэ Мариамна Кесэм
- Хулет Эдж Энэсэ

## Ч
- Чефэ Голана Дэуэрахмедо
- Чилга

## Ш
- Шэбель Берента

## Э
- Эбенат
- Эфратана Гидим
- Энардж Энауга
- Энбисэ Сар Мидир
- Энэмай
- Эстэ